# Cubana tortrix
Cubana tortrix är en insektsart som beskrevs av Philip Reese Uhler 1895. Cubana tortrix ingår i släktet Cubana och familjen kilstritar. Inga underarter finns listade i Catalogue of Life.